# Brenton Jones
Pour les articles homonymes, voir Jones.
Brenton Jones (né le 12 décembre 1991 à Jindivick (en)) est un coureur cycliste australien.

## Biographie
Au mois d'août 2017, la presse spécialisée annonce que le coureur australien quitte la formation JLT Condor et s'engage pour 2018 avec l'équipe continentale professionnelle française Delko-Marseille Provence-KTM.
Début 2018, après avoir pris part individuellement au championnat d'Australie du critérium (3e) puis sur route (abandon), il dispute sa première course avec son équipe lors de la Tropicale Amissa Bongo. Il y connait le succès lors des deuxième et cinquième étapes, loupant la passe de trois sur la dernière, seulement devancé par Luca Pacioni. Il enchaîne par l'Etoile de Bessèges, avec une 6e place d'étape à la clé, et le Tour d'Andalousie avant de prendre le départ de son premier Paris-Nice. On le retrouve placé lors de Cholet-Pays de la Loire, 4e au terme d'un sprint massif. Début avril, il découvre Paris-Roubaix (abandon), il décroche ensuite deux tops 10, sur une étape du Tour d'Aragon, 5e de la deuxième étape puis lors du Tour de Luxembourg, 8e de la première étape.
En 2019, il est champion d'Australie du critérium et gagne une étape sur le Tour du lac Qinghai et le Tour du lac Taihu.
En 2020, il rejoint l'équipe continentale Canyon DHB-Soreen.

## Palmarès et résultats

### Palmarès par année
- 2012
  - 1re et 3e étapes du Tour of the Great South Coast
- 2013
  - 7e étape du Tour de Southland
- 2014
  - Classement général de la Mitchelton Bay Classic
  - 3e étape de la New Zealand Cycle Classic
  - 2e étape de l'Adelaide Tour
  - 7e et 9e étape du Tour de Singkarak
  - 1re, 3e et 4e étapes du Tour of the Murray River
  - Tour of the Great South Coast :
    - Classement général
    - 3e et 5e étapes

  - 3e du championnat d'Australie du critérium
  - 3e de l'UCI Oceania Tour
  - 3e du Tour of the Murray River
  - 3e du National Road Series
  - 4e du championnat d'Océanie sur route
- 2015
  - 1re étape du Tour du Japon[n 3]
  - 9e étape du Tour de Hainan
- 2016
  - 4e et 8e étapes du Tour de Corée
  - 2e du championnat d'Australie du critérium
  - 2e de la Mitchelton Bay Classic
- 2017
  - 5e étape du Tour de Taïwan
  - Tour of the Wolds
  - 5e étape du Tour de Corée
  - Stockton Grand Prix
  - Beverley Grand Prix
  - Colne Grand Prix
  - 2e de la Leicester Castle Classic
  - 3e du championnat d'Australie du critérium
  - 3e de la Rutland-Melton International Cicle Classic
- 2018
  - 2e et 5e étapes de la Tropicale Amissa Bongo
  - 2e étape du Tour du lac Qinghai
  - 3e du championnat d'Australie du critérium
- 2019
  -  Champion d'Australie du critérium
  - 2e étape du Tour du lac Qinghai
  - 5e étape du Tour du lac Taihu
- 2020
  - 2e de Dorpenomloop Rucphen
- 2021
  - Cycle Sunshine Coast :
    - Classement général
    - 1re, 3e et 4e (contre-la-montre) étapes
- 2022
  - 5e étape du Tour des Tropiques
  - 2e de la Melbourne to Warrnambool Classic
  - 2e du Tour des Tropiques

### Classements mondiaux
| Année                                 | 2014 | 2015  | 2016  | 2017 | 2018 | 2019 | 2020 |
| ------------------------------------- | ---- | ----- | ----- | ---- | ---- | ---- | ---- |
| Classement mondial                    |      |       | 969e  | 713e | 326e | 881e | 917e |
| UCI Europe Tour                       | nc   | 1056e | 1757e | 854e | 377e |      |      |
| UCI Asia Tour                         | 144e | 37e   | 147e  | 175e | 265e |      |      |
| UCI Oceania Tour                      | 3e   | 33e   | nc    | 41e  | nc   | 50e  | 48e  |
| UCI Africa Tour                       | nc   | nc    | nc    | nc   | 25e  |      |      |
|                                       |      |       |       |      |      |      |      |
| Légende : nc = non classéSource : UCI |      |       |       |      |      |      |      |